# Crambus palustrellus
Crambus palustrellus là một loài bướm đêm trong họ Crambidae.